# Han (cultura coreana)
L'han (한?, 恨?, HanLR, HanMR, pronunciato ha̠ːn) è un concetto utilizzato per riferirsi a una forma di dolore o oppressione che secondo alcuni sarebbe un elemento essenziale dell'identità coreana, mentre per altri un'identità di origine moderna e post-coloniale.
La cultura dell'han non esisteva in epoca pre-moderna, e le sue prime espressioni evidenti sono avvenute agli inizi del XX secolo. La sua associazione con l'identità coreana risale al periodo dell'occupazione giapponese della Corea a causa degli stereotipi coloniali e dalla caratterizzazione dell'arte e della cultura coreane come qualcosa di "doloroso" da parte del critico e filosofo giapponese Sōetsu Yanagi. L'han è stato adottato come caratteristica intrinsecamente coreana durante il XX secolo, come effetto della sua propagazione operata dagli accademici, delle circostanze della storia moderna della Corea e della propaganda di una solidarietà etnico-nazionale attraverso un senso di "sofferenza condivisa".
In epoca moderna, l'han è collegato alla perdita dell'identità collettiva a causa della continua divisione della Corea, ed è comunemente associato alle famiglie separate dalla guerra di Corea, venendo apparentemente ereditato dalle giovani generazioni crescendo in un Paese diviso. È espresso in molteplici aspetti della cultura coreana moderna, come il cinema e il pansori contemporaneo.

## Definizione
Le definizioni e le caratteristiche dell'han sono fortemente soggettive, e il regista Im Kwon-taek ha affermato che i coreani gli diano diverse interpretazioni. Secondo il Translation Journal, "Han viene frequentemente tradotto come dolore, ripicca, rancore, rimpianto, risentimento o pena, tra i molti tentativi di spiegare un concetto che non ha equivalenti in inglese".  Il romanziere Pak Kyongni ha descritto l'han sia come tristezza che come speranza.
Joshua D. Pilzer ha definito l'han come "un complesso ammasso emotivo spesso tradotto come 'dolore pieno di risentimento'. Pensato da molti come essenzialmente coreano, e da molti altri come prodotto degli sforzi moderni e post-coloniali per creare un'essenza 'coreana'."
Visione essenzialista
- Nella definizione di Kim Yol-kyu, l'han è "il trauma collettivo e i ricordi delle sofferenze imposte [al popolo coreano] in nome dell'oppressione nel corso dei cinquemila e più anni di storia della nazione",[13] e il suo significato è ambiguo.[14]
- Il teologo minjung Suh Nam-dong l'ha descritto come "una sensazione di risentimento insoluto nei confronti delle ingiustizie sofferte, un senso di impotenza a causa delle schiaccianti probabilità contrarie, un sentimento di dolore acuto nelle viscere, che fa contorcere e dimenare tutto il corpo, e un'urgenza ostinata a vendicarsi e a raddrizzare i torti – tutte queste cose combinate insieme".[15]
- Secondo John M. Glionna, l'han è "intensamente personale, tuttavia trasportato collettivamente, una torcia nazionale, un distintivo di sofferenza temprato da un senso di resilienza."[16]
- Il giornalista Jon Huer l'ha descritto come una sensazione generazionale di "aver subito un 'torto' da parte di un agente superiore", come il fato o il governo, e ha scritto che l'han accumulato in Corea è enorme a causa della lunga storia sofferta per via di invasioni, povertà e indifferenza internazionale.[17]

Visione moderna
- Michael D. Shin ha scritto dell'han che "cattura qualcosa dell'esperienza moderna dei coreani", definendolo "il complesso di emozioni che risultano dalla perdita traumatica dell'identità collettiva". Comunemente associato alle famiglie separate dalla guerra di Corea, secondo Shin tutti i coreani possono sperimentare l'han come una "sensazione costante di essere meno che interi", perché non hanno un'identità collettiva a causa della continua divisione della Corea. Inoltre, le nuove generazioni sembrano ereditarlo poiché crescono in un Paese diviso.[1]
- Sandra So Hee Chi Kim ha argomentato che l'utilizzo moderno della parola "han" in coreano è "una traslazione post-coloniale di un costrutto coloniale giapponese" che ha acquisito toni etnonazionalisti e essenzialisti.[3][18]
- Per Joshua D. Pilzer, l'idea di han come caratteristica nazionale è emersa in epoca moderna dalla ricerca di un'essenza nazionale sulla scia del colonialismo e durante lo sviluppo capitalista.[12]

## Storia

### L'han nella Corea pre-moderna
I teologi coreani hanno argomentato anacronisticamente che l'han fosse un sentimento nazionale nella Corea pre-moderna, ma la parola "han" non era presente nel primo dizionario coreano-inglese, pubblicato da James S. Gale nel 1897, e si trovava raramente nella letteratura coreana classica, che era invece caratterizzata da satira e umorismo e, per la maggior parte, da storie a lieto fine. Secondo Kim Yol-kyu, i coreani usavano l'umorismo per alleviare l'han accumulato, motivo per il quale han e humour si accompagnavano nella musica folk e nel pansori.
Secondo Michael D. Shin, l'han divenne più evidente agli inizi del XX secolo. Una sua espressione collettiva fu osservata dai missionari occidentali durante la rinascita protestante a Pyongyang nel 1907, che il missionario William Blair descrisse così: "Poi iniziò un incontro come non ne avevo mai visti prima, né desidero vedere di nuovo a meno che agli occhi di Dio non sia assolutamente necessario. Ogni peccato che un essere umano possa commettere venne pubblicamente confessato quella notte". Lord William Cecil osservò: "[Il missionario] aveva detto solo le parole 'Padre mio' quando con un impeto un potere dall'esterno sembrò prendere possesso dell'incontro. Gli europei hanno descritto le sue manifestazioni come terrificanti. Quasi tutti i presenti vennero colti dal più struggente senso di angoscia mentale; davanti a ciascuno sembrò che sorgessero i suoi peccati a condanna della sua vita". Shin ha definito l'accaduto una manifestazione molto grezza di han, e ha sostenuto che il modo "imbarazzante" e "terrificante" con cui è stato espresso suggerisca che a quel tempo non esistesse una cultura dell'han. Secondo William Blair, si trattò di un'effusione dello Spirito Santo.

### L'han nella Corea moderna
(Sandra So Hee Chi Kim, Korean Han and the Postcolonial Afterlives of "The Beauty of Sorrow")
Il concetto di han come caratteristica nazionale coreana ebbe origine dalla teoria della "bellezza del dolore" (悲哀の美?, Hiai no bi) di Sōetsu Yanagi e dagli stereotipi coloniali giapponesi sulla Corea e il suo popolo. In seguito al movimento del 1º marzo, una manifestazione per l'indipendenza che portò alla morte di circa 7.000 coreani per mano della polizia e dell'esercito giapponese, il critico d'arte giapponese Sōetsu Yanagi scrisse alcuni articoli nel 1919 e nel 1920 esprimendo simpatia per il popolo coreano e apprezzamento per la sua produzione artistica. Nell'articolo del 1920, Yanagi disse: "La lunga, difficile e dolorosa storia della Corea è espressa nella solitudine e nella tristezza nascoste della sua arte. Ha sempre una bellezza triste e una solitudine che ti porta alle lacrime. Quando la osservo, non riesco a controllare l'emozione che mi riempie il cuore. Dove altro posso trovare una simile bellezza del dolore?".
La caratterizzazione della Corea colonizzata come triste e stagnante era comune nel Giappone imperiale. Per giustificare l'occupazione della penisola, i giapponesi diffusero un'immagine dei coreani che li voleva inferiori e incivili, incapaci di essere indipendenti e inclini ad essere invasi e oppressi. I giapponesi consideravano il "dolore" della Corea come dovuto a "una storia nazionale di disastri incessanti", e il punto di vista che Yanagi aveva della Corea rifletteva quello della politica coloniale giapponese. Egli scrisse che la storia coreana era caratterizzata da instabilità, invasioni e subordinazioni, e che la sua "tristezza" si manifestava nell'arte coreana, la quale incarnava la "bellezza del dolore". Yanagi contribuì alla naturalizzazione del colonialismo giapponese in Corea.
L'ultimo imperatore coreano, Sunjong, era direttamente associato all'han. In seguito alla sua morte nel 1926, un articolo disse che la sua "vita di han" era terminata nella tristezza. Il quotidiano Dong-a Ilbo scrisse: "La rabbia, l'amarezza e il dolore accumulati dentro di noi si sono mischiati insieme e si potrebbe dire che la morte dell'imperatore Yunghui [Sunjong] abbia toccato i cuori del popolo di Joseon e liberato la sua tristezza repressa". L'han divenne politico perché la morte di Sunjong simboleggiò la fine della storia coreana.
Sōetsu Yanagi era una figura influente nella Corea colonizzata. Ne difendeva il popolo e l'eredità culturale e organizzava conferenze e concerti di beneficenza. Era sostenuto dai nazionalisti moderati, che avevano un approccio non conflittuale verso le autorità giapponesi, e il Dong-a Ilbo lo promuoveva e sponsorizzava attivamente. Era ammirato da figure eminenti nei campi della storia, dell'arte e dei media, che ebbero una profonda influenza sulla formazione dei concetti coreani moderni di arti tradizionali, estetica e storia. Il concetto di han, basato sulla "bellezza del dolore", venne propagato da studiosi e scrittori coreani per preservare il lascito di Yanagi, e si diffuse gradualmente all'intero sistema educativo. Secondo Jeong Il-seong, il passaggio della storia coreana moderna – dall'occupazione giapponese all'indipendenza, alla divisione nazionale, alla guerra civile, alla dittatura militare – influenzò personaggi dell'arte e della cultura ad adottare il concetto di han.
(Sandra So Hee Chi Kim, Korean Han and the Postcolonial Afterlives of "The Beauty of Sorrow")
Secondo Sandra So Hee Chi Kim, l'han emerse significativamente come ideologia negli anni Settanta, e alcuni ritengono che fu durante il regime di Park Chung-hee che si trasformò da sentimento personale di dolore e risentimento in un'esperienza più ampia e nazionale di senso di pena e ingiustizia. Venne usato politicamente per promuovere "l'unicità coreana" e la solidarietà etnico-nazionale attraverso un senso di "sofferenza condivisa". Acquisì inoltre un aspetto biologico, come evidenziato dalle descrizioni fatte dal poeta Ko Un, "Noi coreani siamo nati dal grembo dell'han e allevati nel grembo dell'han", e dal critico cinematografico Ahn Byung-sup, per il quale "l'[h]an è una caratteristica innata della personalità coreana... Diventa parte del sangue e del respiro di una persona".
Durante il regime autoritario di Park Chung-hee, l'idea di han come peculiarità nazionale del popolo coreano potrebbe essere stata usata per indottrinare la classe lavoratrice e farle accettare le difficoltà della rapida industrializzazione e dell'inuguaglianza economica, come la concezione che la tristezza fosse un tratto tipico coreano era servita durante l'occupazione giapponese per naturalizzare le sofferenze dei coreani colonizzati.

#### Critiche alla "bellezza del dolore"

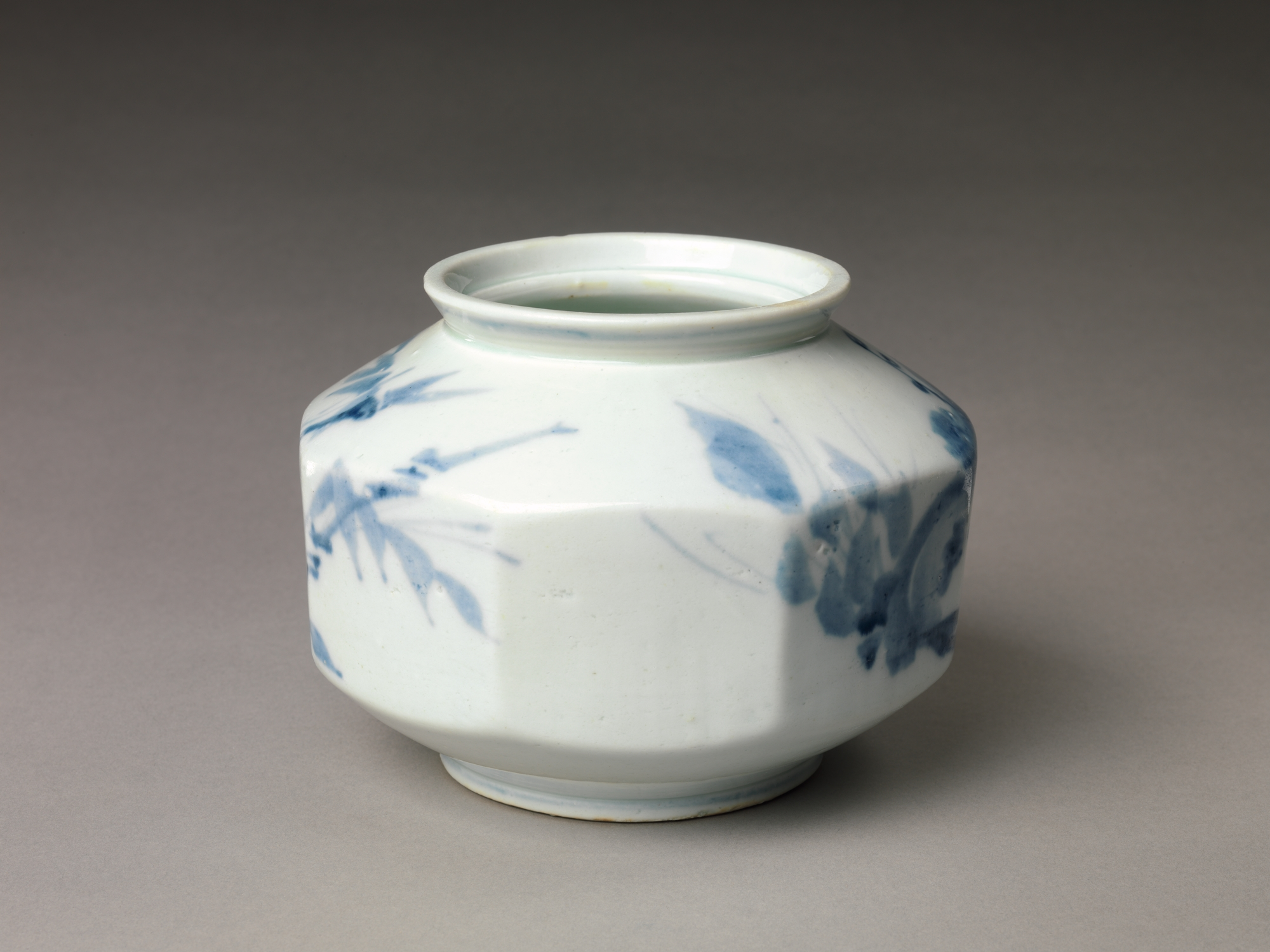
Sōetsu Yanagi vedeva il "candore" della porcellana bianca del periodo Joseon, tra gli altri aspetti della cultura coreana, come colore della tristezza, prima di affermare che la porcellana scaturisse invece da una "fede istintiva nella natura". Citando esempi storici, Kim Talsu argomenta che, da una prospettiva coreana, il bianco sia il colore dell'umorismo e del dinamismo.

La teoria di Yanagi sulla "bellezza del dolore" è stata criticata in Corea e, successivamente, in Giappone. È stata descritta come prevenuta, imperialista, orientalista, sentimentalista, colonialista e superficiale. Anche la sua interpretazione della storia e dell'arte coreane è stata contestata. Le prime critiche alla "bellezza del dolore" in Corea risalgono al 1922. Nel 1974, il poeta Choe Harim pubblicò un influente articolo che stabilì l'"estetica del colonialismo" e accusò la teoria di Yanagi di imperialismo, colonialismo, sentimentalismo e "interpretazione superficiale della storia coreana". Choe ha ritenuto che il punto di vista di Yanagi che l'arte coreana avesse una "bellezza del dolore" perché la Corea soffriva da tempo per mano dei Paesi stranieri fosse attinente alla politica coloniale giapponese, che era intesa a instillare un senso di sconfitta e vergogna nei coreani a proposito della loro storia.
Mark Peterson non è d'accordo con l'affermazione che la Corea abbia subito molte invasioni, un'opinione che secondo lui è un fenomeno del XX secolo sostenuto durante il periodo coloniale giapponese, e reputa che la Corea sia stata invasa poche volte e abbia avuto lunghi periodi di pace e stabilità. Contesta anche la visione coloniale giapponese della Corea come stagnante, inefficiente e corrotta. Analogamente, John Duncan chiama "mito" l'idea che la Corea abbia sperimentato continue invasioni o che abbia una "storia di sofferenza" (수난의 역사?, Sunan-ui yeoksaLR), e sostiene che la storia coreana premoderna sia caratterizzata da lunghissimi periodi di pace. Secondo David C. Kang, la narrativa dominante che descrive la storia coreana come "una di incursioni straniere quasi incessanti" è un meme emerso nel XX secolo.
Mari Nakami ha sottolineato che Yanagi non avesse sostenuto di essere un esperto, né che volesse che la sua teoria fosse intesa come un'"osservazione obiettiva" o "uno studio accademico dall'approccio scientifico", ma piuttosto come "un'espressione del cuore umano". Inoltre, Nakami ha evidenziato che la "bellezza del dolore" non fosse l'unica prospettiva di Yanagi sull'arte coreana, avendo egli espresso ammirazione per opere come il tempio sotterraneo di Seokguram ed esposto la convinzione che la maggior parte dell'arte nazionale giapponese fosse coreana d'origine o una sua imitazione. Yanagi aveva gradualmente cambiato la sua teoria sull'arte coreana da "la bellezza del dolore" a "la bellezza della salute", "la bellezza della naturalezza" e "la bellezza dell'unità".
Nonostante le critiche alla sua teoria, Sōetsu Yanagi è stato spesso lodato per aver preservato l'arte tradizionale coreana, e nel 1984 è stato il primo non coreano a ricevere l'ordine al merito culturale dalla Corea del Sud.

## Nella cultura popolare
L'han è espresso in molti proverbi coreani incentrati sui temi della femminilità (여한?, YeohanLR) e della povertà, come "Il gelo può cadere anche a maggio e giugno, se una donna porta rancore (han)" (여자가 한을 품으면 오뉴월에도 서리가 내린다.?).
L'han è anche un tema nel pansori contemporaneo. Nel tardo XX secolo, il dolente "stile occidentale" ha sostituito il vigoroso "stile orientale" dei pansori, che hanno cominciato ad essere chiamati "il suono dell'han". Mentre tutti i pansori epici sopravvissuti hanno conclusioni felici, quelli contemporanei si concentrano sulle prove e le tribolazioni dei personaggi, comunemente senza raggiungere il lieto fine. La canonizzazione dell'han nelle storie ha suscitato preoccupazione nella comunità pansori.
Nelle opere letterarie coreano-americane, gli americani di origine coreana sono talvolta rappresentati come colpiti da un han "americanizzato" o di seconda generazione.